# Casa Neus (Tremp)
La Casa Neus és una obra de Tremp (Pallars Jussà) protegida com a Bé Cultural d'Interès Local.

## Descripció
L'element patrimonial més destacable de la finca el constitueix l'arc rebaixat de pedra que conforma l'accés a l'era o pati descobert. Aquest element està construït amb dovelles, la majoria de pedra tosca i parcialment arrebossades. Els brancals estan fets de carreus de pedra regulars, tot i que el de la banda dreta ha estat visiblement alterat per un pilar adossat de pedra que reforça l'angle del mur perimetral de la finca.